# Gina Pistol
Gina Pistol (n. 9 decembrie 1980, Roșiorii de Vede, Teleorman, România) este un fotomodel și vedetă de televiziune din România. Este cunoscută pentru participarea la mai multe emisiuni concurs transmise de Pro TV și pentru prezentarea emisiunilor Chefi la cuțite și Asia Express difuzate pe postul Antena 1.

## Carieră

### Fotomodel
Gina Pistol a pozat pentru prima dată nud pentru revista pentru bărbați Playboy în anul 2000, apărând în alte două pictoriale pentru revistă până în anul 2006. În 2009 a fost desemnată cea mai sexy femeie din România de către revista FHM. Pe coperta aceleiași reviste a apărut în vara anului 2010. În 2017, a pozat nud pentru prima dată în mai bine de zece ani, pentru Touch Magazine.

### Televiziune
În 2005, Gina Pistol a prezentat, alături de Catrinel Sandu, emisiunea Nu suntem blonde transmisă de postul Național TV,  iar în iunie 2007 a devenit prezentatoare, alături de Bogdan Talașman, a emisiunii Campionatul suporterilor de pe Prima TV. În 2006, a debutat în film cu un rol în drama Margo, regizată de Ioan Cărmăzan.
În 2008, Pistol a fost una dintre celebritățile participante la al șaselea sezon al emisiunii concurs Dansez pentru tine, difuzată pe Pro TV. Ea și partenerul ei, Vladimir Palamarciuc, s-au clasat pe locul patru, fiind eliminați în penultima săptămână a sezonului.  În 2013, a fost unul dintre cei cincisprezece participanți la ediția pentru celebrități a emisiunii MasterChef. În primul sezon al emisiunii Ferma vedetelor, Pistol a fost unul dintre concurenții introduși la jumătatea competiției.  A fost eliminată în a patra sa săptămână de concurs, cu două săptămâni înaintea finalei. A urmat participarea la sezonul de debut al emisiunii Sunt celebru, scoate-mă de aici! unde a ocupat locul al patrulea. În 2017, a fost una dintre celebritățile participante la emisiunea Aventură cu 4 stele transmisă de postul Antena 1.
Din 2016 până în 2022, Gina Pistol a fost prezentatoarea emisiunii culinare Chefi la cuțite, iar din 2018 până în 2021 a fost prezentatoarea Asia Express, ambele difuzate de Antena 1. Până în decembrie 2020, aceasta a prezentat opt sezoane de Chefi la cuțite și trei sezoane de Asia Express. Începând cu data de 4 mai 2021, aceasta a fost înlocuită, pe perioada concediului de maternitate, la Chefi la Cuțite, de către Irina Fodor, până când aceasta i-a luat locul definitiv.
În 2024, ea decide să se întoarcă în televiziune, după o perioadă de 2 ani de pauză, revenind în poziția de prezentator, de această dată la MasterChef România, difuzată de Pro TV.

## Viață personală
Georgeta Pistol s-a născut în data de 9 decembrie 1980, în Roșiorii de Vede, județul Teleorman, RS România. Are un frate mai mic pe nume Paul. Părinții acestora au divorțat când ea avea șase ani. A absolvit Școala de Arte și Meserii din Roșiorii de Vede, după care a lucrat ca vânzătoare, întâi în orașul natal, iar mai apoi în București.
Relațiile amoroase ale Ginei Pistol au fost subiecte populare în presa mondenă din România. Printre bărbații cu care aceasta a format un cuplu se află oamenii de afaceri Codin Maticiuc și Nicole Saikaly, și fotbaliștii Ciprian Marica și Mihai Răduț. Între 2013 și 2017, Gina Pistol a avut o relație cu omul de afaceri Alin Cocoș. Din 2017, este într-o relație cu muzicianul român Smiley. Cei doi au o fetiță împreună, pe nume Josephine Ana Maria.